# Shepherd Clark
Pour les articles homonymes, voir Clark.
Shepherd Walton Clark, né le 1er mars 1971 à Atlanta dans l'état de Géorgie, est un patineur artistique américain, vice-champion du monde juniors en 1989.

## Biographie

### Carrière sportive
Shepherd Clark est champion junior des États-Unis en 1989.
Il représente son pays à deux mondiaux juniors (1988 à Brisbane et 1989 à Sarajevo où il devient vice-champion du monde junior, derrière le soviétique Vyacheslav Zahorodnyuk) et les premiers championnats des quatre continents de 1999 à Halifax. Il n'a jamais participé ni aux championnats du monde ni aux Jeux olympiques d'hiver.
Il est le premier patineur à réussir la combinaison triple lutz / triple boucle en compétition. 
Il arrête les compétitions sportives après les championnats nationaux de 2003.

### Reconversion
Shepherd Clark devient artiste dans la conception de bijoux et d'objets d'art avec des bijoux. Il est aussi un historien des bijoux. En 2003, il aurait été le premier patineur à porter de véritables pierres précieuses sur un costume de patineur, afin de promouvoir sa création de bijoux. 

## Palmarès
| Compétitions principales            | 1988    | 1989    | 1990    | 1991    | 1992    | 1993    | 1994    | 1995    | 1996    | 1997    | 1998    | 1999    | 2000    | 2001    | 2002    | 2003    |
| Jeux olympiques d'hiver             |         |         |         |         |         |         |         |         |         |         |         |         |         |         |         |         |
| Championnats du monde               |         |         |         |         |         |         |         |         |         |         |         |         |         |         |         |         |
| Championnats des quatre continents  |         |         |         |         |         |         |         |         |         |         |         | 6e      |         |         |         |         |
| Championnats des États-Unis         |         |         | 7e      | 7e      | 9e      | 9e      | 6e      | 5e      | 6e      | 10e     | 4e      | 5e      | F       | F       | 11e     | A       |
| Championnats du monde juniors       | 4e      | 2e      |         |         |         |         |         |         |         |         |         |         |         |         |         |         |
|                                     |         |         |         |         |         |         |         |         |         |         |         |         |         |         |         |         |
| Grand Prix ISU                      | 1987/88 | 1988/89 | 1989/90 | 1990/91 | 1991/92 | 1992/93 | 1993/94 | 1994/95 | 1995/96 | 1996/97 | 1997/98 | 1998/99 | 1999/00 | 2000/01 | 2001/02 | 2002/03 |
| Skate America                       |         |         |         |         |         |         |         |         |         |         |         | 9e      |         |         |         |         |
| Coupe d'Allemagne                   |         |         |         |         |         |         |         | 2e      |         |         |         | 11e     |         |         |         |         |
| Trophée NHK                         |         |         |         |         |         |         |         |         | 6e      |         |         |         |         |         |         |         |
| Légende : F = Forfait ; A = Abandon |         |         |         |         |         |         |         |         |         |         |         |         |         |         |         |         |